# Gregory Di Tomaso
Gregory Di Tomaso (Toronto, 12 marzo 1996) è un hockeista su ghiaccio canadese naturalizzato italiano milita come difensore nell'Hockey Club Val Pusteria, squadra della ICE Hockey League, e nella Nazionale italiana.

## Carriera

### Nazionale
In possesso del passaporto italiano e maturate due stagioni consecutive in una squadra di club italiana, necessarie per vestire la maglia azzurra, Di Tomaso ricevette la prima convocazione con il Blue Team il 28 novembre 2023, in occasione dell'Austrian Cup disputatosi a Klagenfurt il successivo mese di dicembre. L'esordio avvenne il 14 dicembre nel match inaugurale perso 3-1 contro la Polonia.

## Palmarès

### Club
- Campionato italiano: 2

Cortina: 2022-2023, 2024-2025
- Supercoppa italiana: 1

Cortina: 2023

### Individuale
- Maggior numero di punti per un difensore della GOJHL: 1

2016-2017 (72 punti)
- USports (OUA West) All-Rookie Team: 1

2017-2018
- USports (OUA West) Defenceman of the Year: 1

2019-2020
- USports (OUA West) First All-Star Team: 1

2019-2020
- Maggior numero di punti nei playoff per un difensore della Alps Hockey League: 2

2022-2023 (11 punti), 2023-2024 (20 punti)
- Maggior numero di reti per un difensore della Serie A: 1

2023-2024 (1 rete)
- Maggior numero di assist nei playoff della Alps Hockey League: 1

2023-2024 (15 assist)
- Maggior numero di assist della Serie A: 1

2024-2025 (5 assist)
- Maggior numero di assist per un difensore della Serie A: 1

2024-2025 (5 assist)
- Maggior numero di punti per un difensore della Serie A: 1

2024-2025 (6 punti)
- Giocatore con più minuti di penalità nei playoff della Alps Hockey League: 1

2024-2025 (27 minuti)